# Blues brytyjski
Brytyjski blues (ang. British blues) – podgatunek bluesa powstały w późnych latach 50. XX wieku. Amerykańscy muzycy bluesowi, tacy jak Muddy Waters, Howlin’ Wolf i B.B. King, byli bardzo popularni w Wielkiej Brytanii. Młodzi brytyjczycy zafascynowani bluesem zaczęli sami zakładać zespoły i naśladować swoich idoli. Brzmienie brytyjskiego bluesa ukształtowało się wyraźnie w latach 60. Gatunek ten, podczas tak zwanej brytyjskiej inwazji, stał się bardzo popularny w Stanach Zjednoczonych.
Przedstawiciele brytyjskiego bluesa: The Animals, Long John Baldry, Jeff Beck, Duster Bennett, Blues Incorporated, Chicken Shack, Graham Bond, Jack Bruce, Eric Clapton, Cream, Cyril Davies, Fleetwood Mac, John Mayall, Peter Green, Jo Ann Kelly, Alexis Korner, Led Zeppelin, Manfred Mann, Sam Mitchell, Jimmy Page, Dave Peabody, The Rolling Stones, Savoy Brown, The Small Faces, Gordon Smith, Jeremy Spencer, Ten Years After, Them, The Yardbirds oraz Chris Youlden.